# Gornja Nevlja
Gornja Nevlja (cyr. Горња Невља) – wieś w Serbii, w okręgu pirockim, w gminie Dimitrovgrad. W 2011 roku liczyła 19 mieszkańców.